# ProSieben
ProSieben, PRO 7 – jedna z największych komercyjnych stacji telewizyjnych w Niemczech. Należy do Grupy ProSiebenSat.1 Media AG, telewizyjnego skrzydła upadłego koncernu Kirch Gruppe. Nadaje 24 godziny na dobę, poprzez satelitę Astra 19,2 oraz sieci kablowe.
Pierwszy sygnał ProSieben wysłała w 1989 roku, jako następca Eureka TV. Założyciele to Gerhard Ackermans oraz Thomas Kirch (syn Leo Kircha, magnata mediowego). Poprzez nowoczesną ofertę programową, dotyczącą szczególnie filmowych megaprodukcji z Hollywood, ProSieben szybko zyskał sympatię widzów. Swoją siedzibę od początku istnienia ProSieben ma pod Monachium, w Unterfoehring. Wcześniej w monachijskiej dzielnicy Schwabing. W latach 1997 i 1998 ProSieben uruchomił okna reklamowe dla Austrii i Szwajcarii. W Austrii został stworzony również odrębny program informacyjny. W 1999 roku ProSieben połączyło się z Sat 1 tworząc grupę ProSiebenSat.1 Media AG. W skład tej grupy wchodzą niemieckie kanały jak: ProSieben, Sat 1, Kabel Eins, N24 i inne.
W 2005/2006 roku miało dojść do przejęcia grupy ProSiebenSAT1 Media AG poprzez wydawcę Axel Springer Verlag. Ze względu na problemy formalnoprawne, przejęcie nie doszło do skutku. Ważnym warunkiem przejęcia miało być sprzedanie programu ProSieben, wszystko jednak z początkiem 2006 roku odwołano.

## Oferta programowa
- filmy akcji
  - słynne megahity w serii „Blockbuster”
  - produkcje własne jako „made by ProSieben”
- seriale
  - m.in. pozycje takie jak Bez skazy, Domek na prerii, Gotowe na wszystko, Simpsonowie, Wybrańcy obcych, Zagubieni, Z archiwum X
- bajki
- przedstawienia
- magazyny
- reportaże
- programy informacyjne „Newstime”
- programy popularnonaukowe Galileo
- programy rozrywkowe jak Switch